# Быличка

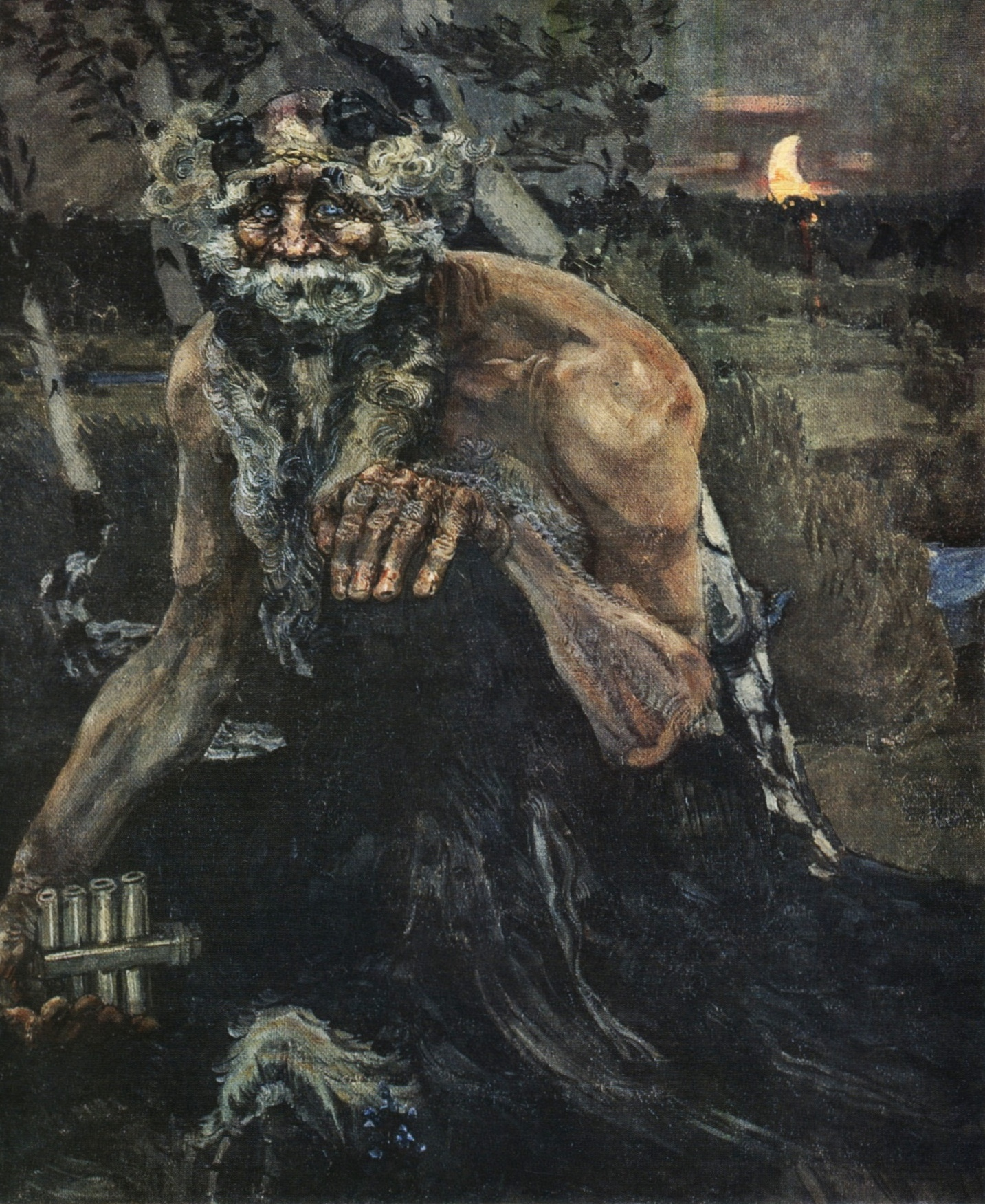
Картина «Пан», М. А. Врубель, 1899. Холст, масло.

Быличка — жанр устного народного творчества: рассказ «очевидца» о встрече с нечистой силой.

## Происхождение термина
Как и многие другие жанры русского фольклора, быличка имеет давнюю историю. Исследователи приходят к выводу, что этот жанр бытовал на Руси ещё задолго до XVII века.
Однако среди дошедшего до нас материала раннего времени очень мало собственно текстов быличек с присущими им важными жанровыми особенностями. Приблизительно до конца XIX века фиксируется только факт бытования жанра.
Интерес исследователей к этому жанру возрастает в начале XIX века. В это время записывается большое количество текстов, былички публикуются первоначально не отдельными сборниками, а вместе с текстами сказок. При этом, однако, исследователи разделяют оба жанра. Более того, указывается, что их разделяют и сами информанты, называя быличку «бывальщиной», «бывальщинкой». Как пишет об истории термина Э. В. Померанцева, «само слово „быличка“ было подслушано братьями Б. и Ю. Соколовыми у белозерских крестьян, использовано и прокомментировано, и с их легкой руки вошло в практику фольклористов, которые стали употреблять его как синоним терминам „предание“, „легенда“, „бывальщина“».

## Специфика жанра
В силу своей жанровой специфики (повествование о сверхъестественном; использование традиционного круга мотивов, сюжетов, персонажей; опора на личный опыт рассказчика; установка на достоверность повествования; кодификация бытового поведения) быличка сближается с такими жанрами, как бывальщина, сказка, легенда, историческое предание, бытовой рассказ, не теряя при этом своей уникальности.
Быличка отличается от легенды и сближается с бывальщиной тем, что она не апеллирует к традиции, а рассказывает историю из современной жизни, произошедшую с самим рассказчиком, но чаще — с его знакомыми или знакомыми его знакомых. То есть отличительным признаком этого жанра является установка на реальность описываемых событий. Как и бывальщина, быличка описывает повторяющиеся события, которые могут случиться и со слушателями. В отличие от легенды и предания, быличка и бывальщина не объясняют некую реалию, а предостерегают или просто повествуют о сверхъестественном случае.
В основе таких рассказов могут лежать действительные случаи (были), интерпретированные в свете господствующих мифологических представлений. К числу таких быличек следует отнести и рассказы, которыми матери «стращают» детей, — о злых духах-людоедах, в том числе и о духах, похищающих (согласно представлениям непосвящённых) мальчиков, достигших зрелости, для превращения их во взрослых мужчин — полноправных членов племени.
Быличка отличается от бывальщины и сближается с легендой своим обращением к чудесному, выходящему за пределы наблюдаемого мира. В современном фольклоре быличка чаще встречается именно в качестве страшилок.

## Классификация быличек
Традиционно былички классифицируются по содержанию (см. раздел Литература), в указателях сюжетов и мотивов русских быличек разделы и подразделы выделяются по сановным мифологическим персонажам, например, былички о духах природы, о домашних духах, о черте, змее, проклятых и т. д..

## Функционирование в литературе
Былички традиционно считаются жанром-прародителем волшебных сказок. Например, Е. М. Мелетинский называет былички «предком волшебной сказки»
Зачастую былички становятся основой сюжета художественного произведения (Н. В. Гоголь «Вий») или включаются в текст (например, И. С. Тургенев включил быличку в рассказ «Бежин луг»).